# Feddal

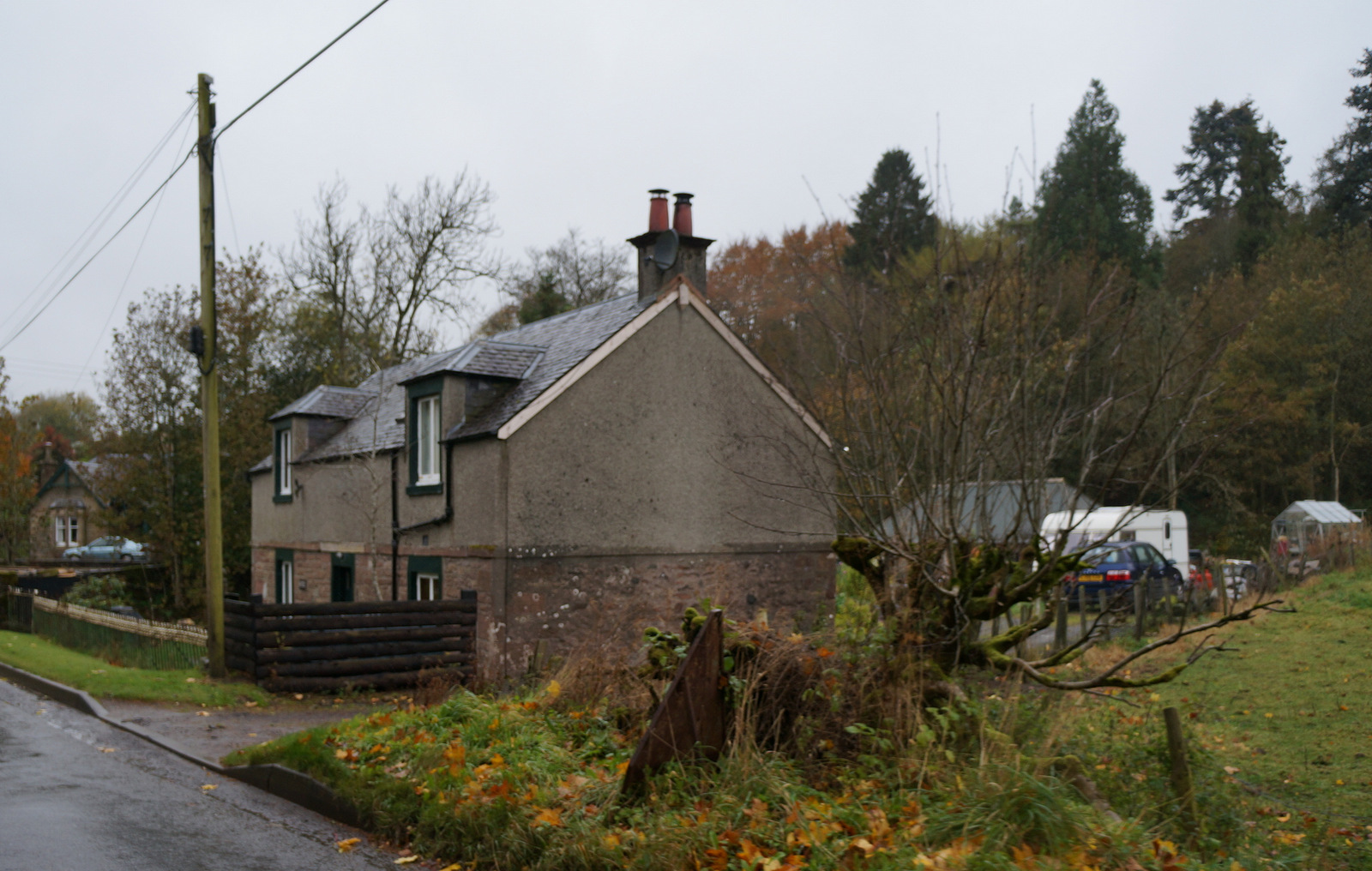
Haus an der Straße bei Middle Feddal

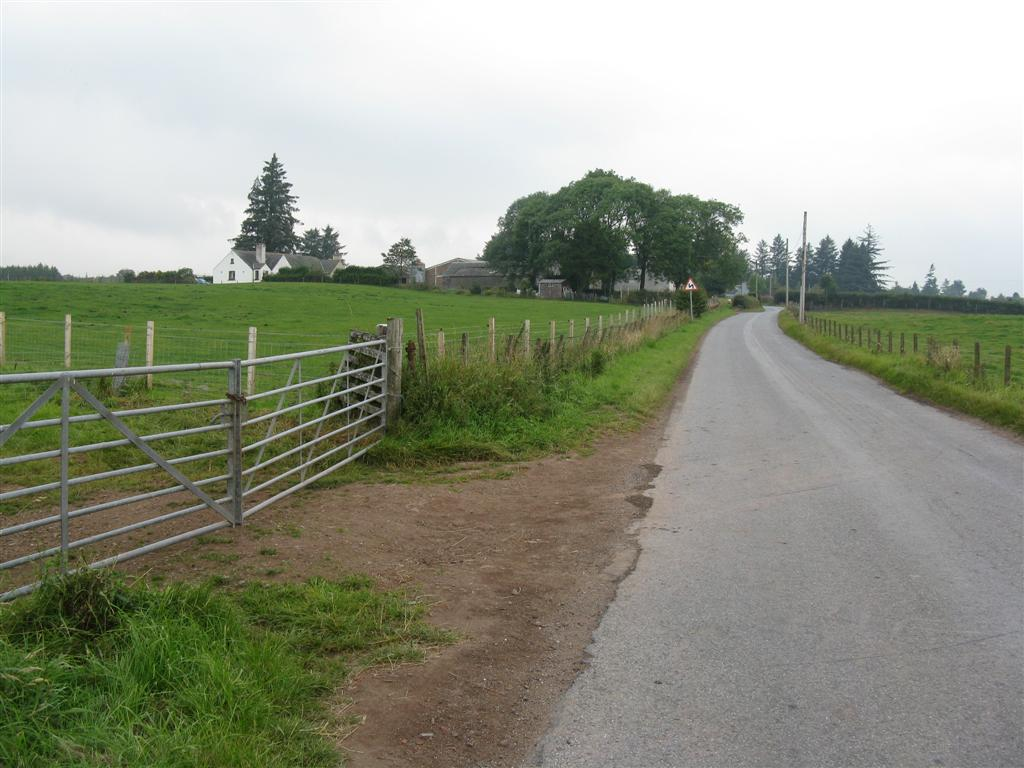
Blick auf Wester Feddal

Feddal ist eine Ortschaft, die im Norden von Schottland zwischen Perth im Nordosten,  Edinburgh im Südosten und Glasgow im Südwesten in der Region Perth and Kinross liegt. Im Rahmen der historischen Gliederung Schottlands in Civil Parishes zählt Feddal zu Ardoch, das zu Perthshire gehörte.

## Geographie
Feddal liegt im ländlichen Raum, nördlich des Flusses Allan Water. Es setzt sich aus drei getrennten Siedlungen zusammen: Wester Feddal, Middle Fedall und Easter Feddal. Sie verteilen sich entlang der, von Braco im Nordosten kommenden B8033, die weiter nach Kinbuck und Dunblane im Südwesten führt.

## Historisches
Zum Ort gehörte das, aus einer Burg hervorgegangene, Schloss Feddal Castle. Es brannte 1929 aus, die Ruine wurde 1953 abgerissen.